# Classe F (sous-marin de l'US Navy)
Pour les autres classes de navires du même nom, voir Classe F.
La Classe F, est une classe de quatre sous-marins de l'US Navy conçus par General Dynamics Electric Boat en 1909 et construits entre 1911 et 1912. Les sous-marins F-1 et F-2 sont construits par les chantiers Union Iron Works à San Francisco et les sous-marins F-3 et F-4 par Moran Brothers Shipyard à Seattle.

## Caractéristiques
|                      |  |  |
| Plans de la Classe F |  |  |

Les sous-marins de classe F sont semblables à ceux des classes C et D conçus par Electric Boat, mais plus grands ; environ 400 tonnes contre 337 tonnes immergées pour la classe D. Ce sont des sous-marins à simple coque d’une longueur totale de 43,4 m et d’un diamètre de 4,7 m. Les sous-marins de la classe E et de la classe F sont les premiers sous-marins américains à avoir des ailerons mobiles (en). Comme sur la classe E, leurs moteurs diesel rencontrent des problèmes et doivent être remplacés en 1915.
La coque du navire contient trois compartiments:
- le compartiment des torpilles avec quatre tubes lance-torpilles de 18 pouces,
- la salle de contrôle avec les contrôles de plongée et le périscope
- la salle des machines avec deux moteurs diesel

Les deux moteurs diesel ont la capacité de faire fonctionner les arbres reliés aux moteurs électriques afin de recharger les batteries. Pour fonctionner en mode immergé, les moteurs diesels sont désembrayés et les batteries fournissent toute la puissance du sous-marin.

## Histoire
Les quatre sous-marins de la classe F ont passé leur carrière dans la Flotte du Pacifique. Ils ont été principalement basés à San Pedro (Los Angeles) en Californie avec un passage à la base navale de Pearl Harbor à Hawaï. 
Le sous-marin F-4 a été perdu au large d'Hawaï le 25 mars 1915 en raison d'une fuite d'acide de la batterie qui a entrainé une corrosion de la coque. Les sous-marins F-1 et F-3 sont entrés en collision au large de San Diego le 17 décembre 1917 entrainant le naufrage du F-1. Les sous-marins F-2 et F-3 ont été déclassés et mis au rebut en 1922 pour se conformer au traité de Washington de 1922,.

## Liste des bâtiments
| Nom     | Numéro | Image | Chantier         | Quille       | Lancement        | Mise en service | Destin                       |
| ------- | ------ | ----- | ---------------- | ------------ | ---------------- | --------------- | ---------------------------- |
| USS F-1 | SS-20  |       | Union Iron Works |              | 6 septembre 1911 | 19 juin 1912    | Naufrage le 17 décembre 1917 |
| USS F-2 | SS-21  |       | Union Iron Works | 23 aout 1909 | 19 mars 1912     | 25 juin 1912    | Désarmé le 16 mars 1922      |
| USS F-3 | SS-22  |       | Union Iron Works | 17 aout 1909 | 6 janvier 1912   | 5 aout 1912     | Désarmé le 15 mars 1922      |
| USS F-4 | SS-23  |       | Union Iron Works | 21 aout 1909 | 6 janvier 1912   | 3 mai 1913      | Coulé le 25 mars 1915        |